# CCR10
CCR10 (англ. C-C motif chemokine receptor 10) – білок, який кодується однойменним геном, розташованим у людей на короткому плечі 17-ї хромосоми. Довжина поліпептидного ланцюга білка становить 362 амінокислот, а молекулярна маса — 38 416.
| 10         |  | 20         |  | 30         |  | 40         |  | 50         |
| ---------- |  | ---------- |  | ---------- |  | ---------- |  | ---------- |
| MGTEATEQVS |  | WGHYSGDEED |  | AYSAEPLPEL |  | CYKADVQAFS |  | RAFQPSVSLT |
| VAALGLAGNG |  | LVLATHLAAR |  | RAARSPTSAH |  | LLQLALADLL |  | LALTLPFAAA |
| GALQGWSLGS |  | ATCRTISGLY |  | SASFHAGFLF |  | LACISADRYV |  | AIARALPAGP |
| RPSTPGRAHL |  | VSVIVWLLSL |  | LLALPALLFS |  | QDGQREGQRR |  | CRLIFPEGLT |
| QTVKGASAVA |  | QVALGFALPL |  | GVMVACYALL |  | GRTLLAARGP |  | ERRRALRVVV |
| ALVAAFVVLQ |  | LPYSLALLLD |  | TADLLAARER |  | SCPASKRKDV |  | ALLVTSGLAL |
| ARCGLNPVLY |  | AFLGLRFRQD |  | LRRLLRGGSC |  | PSGPQPRRGC |  | PRRPRLSSCS |
| APTETHSLSW |  | DN         |  |            |  |            |  |            |

A: Аланін

C: Цистеїн

D: Аспарагінова кислота

E: Глутамінова кислота

F: Фенілаланін

G: Гліцин

H: Гістидин

I: Ізолейцин

K: Лізин

L: Лейцин

M: Метіонін

N: Аспарагін

P: Пролін

Q: Глутамін

R: Аргінін

S: Серин

T: Треонін

V: Валін

W: Триптофан

Кодований геном білок за функціями належить до рецепторів, g-білокспряжених рецепторів, білків внутрішньоклітинного сигналінгу. 
Локалізований у клітинній мембрані, мембрані.